# Trốn lậu thuế

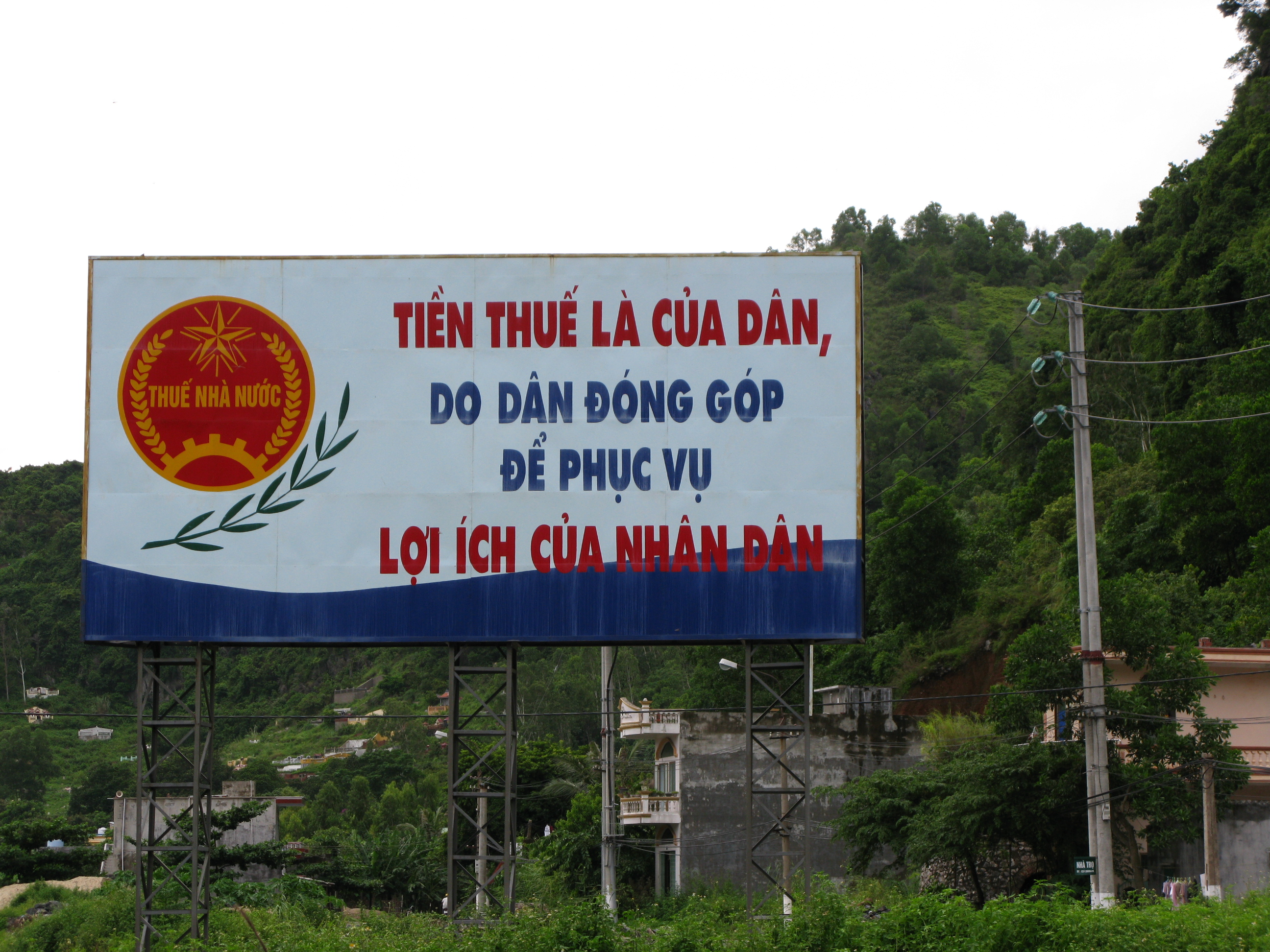
Một áp phích tuyên truyền về thuế

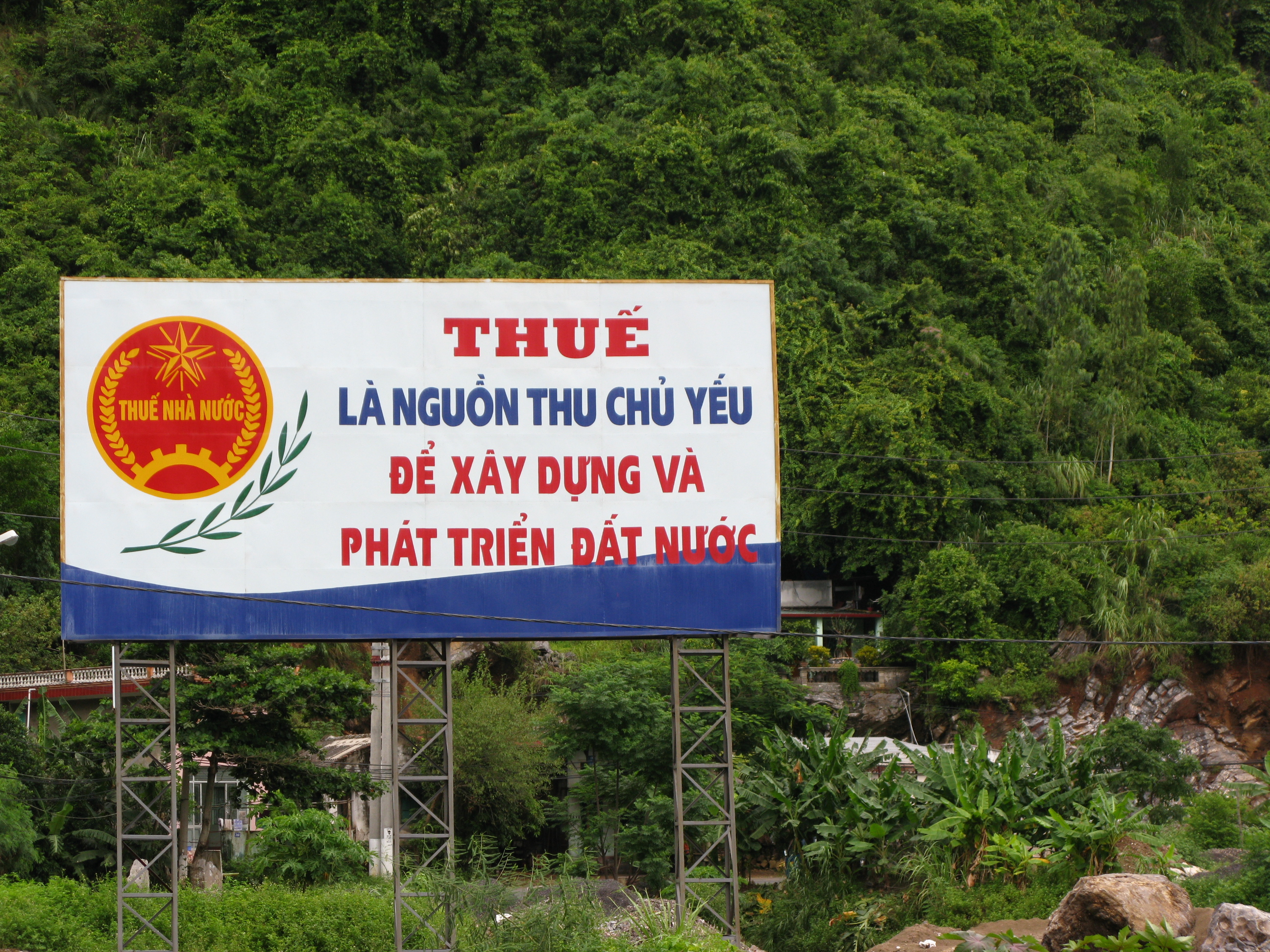
Áp phích giáo dục nghĩa vụ nộp thuế là một biện pháp giảm thiểu tình trạng trốn lậu thuế.

Trốn, lậu thuế là hành vi phạm pháp của các cá nhân và pháp nhân nhằm không phải nộp thuế hoặc không phải nộp đủ số thuế mà họ phải đóng.
Trốn, lậu thuế khác với tránh thuế - hành vi hợp pháp nhằm giảm thiểu số thuế phải đóng.

## Thủ thuật, hành vi
- Thông thường, thủ đoạn để trốn, lậu thuế là tránh gặp mặt hoặc không trình diện cơ quan thu và khai man.
- Việc khai man thuế tiêu thụ thường thấy qua việc doanh nghiệp không phát hành hóa đơn bán hàng theo quy định để cơ quan thu không xác định được đủ giá trị thuế phải thu.
- Cá nhân khai không đủ thu nhập của mình để lậu thuế thu nhập.
- Khai man thuế hải quan thường thấy qua việc doanh nghiệp hoặc cá nhân khai báo giá trị hàng hóa nhập khẩu thấp hơn giá trị thực sự của chúng.
- Hành vi của các nhân viên của cơ quan thu nhằm bỏ qua cho hành vi trốn lậu thuế của cá nhân và pháp nhân và kiếm lợi riêng cho mình cũng là hành vi trốn lậu thuế.

## Biện pháp ngăn chặn
Trốn lậu thuế gây thất thoát thuế và làm giảm thu ngân sách. Nhằm giảm thiểu hành vi trốn lậu thuế, các biện pháp hay được cơ quan thu áp dụng là:
- Khấu trừ tại nguồn
- Áp thuế do bộ phận định giá của cơ quan thu tiến hành
- Tuyên truyền giáo dục nhằm nâng cao tinh thần tự giác của người nộp thuế
- Đặt ra các mức phạt thích hợp (tiền, bỏ tù) nếu hành vi trốn lậu thuế bị phát hiện nhằm thay đổi kết quả tính toán lợi-hại của việc trốn lậu thuế ở người nộp thuế, v.v...

Ở một số nước, trong đó có Trung Quốc, mức phạt nặng nhất cho hành vi trốn lậu thuế là tử hình.